# داوود علي
داوود علي (مواليد 29 ديسمبر 1983، لاعب كرة قدم إماراتي يجيد اللعب في الجناح الأيمن والظهير الأيمن.

## مسيرة اللاعب
لعب مع نادي الشباب ونادي العين ونادي شباب الأهلي ونادي اتحاد كلباء ونادي حتا ونادي مصفوت.

## روابط خارجية
- داوود علي على موقع Soccerway.com (الإنجليزية)